# فرقة المشاة العاشرة (الفيرماخت)
فرقة المشاة العاشرة الألمانية استحدثت في أكتوبر 1934 تحت اسم Wehrgauleitung Regensburg (لاحقًا Kommandant von Regensburg ) لإخفاء انتهاكها لمعاهدة فرساي. تم تغيير اسمها إلى فرقة المشاة العاشرة عندما تم الإعلان عن إنشاء الفيرماخت في أكتوبر 1935.
شاركت الفرقة في ضم النمسا في مارس 1938، وغزو بولندا في سبتمبر 1939، وغزو فرنسا في مايو 1940. بعد ذلك تم ترقيتها إلى فرقة المشاة الآلية العاشرة. ثم إعادة تشكيلها لاحقًا في فرقة بانزرجريندير العاشرة في يونيو 1943.
في أغسطس 1944، دمرت الفرقة في هجوم Jassy-Kishinev وما تلاه من إجراءات دفاعية. أعيد تشكيلها جزئيًا في ألمانيا في أكتوبر، وأعيدت إلى الجبهة باعتبارها Kampfgruppe ("مجموعة قتالية"). دمرت مرة أخرى في بولندا في يناير 1945 وأعيد تشكيلها جزئيًا في فبراير. استسلمت أخيرًا للسوفييت في تشيكوسلوفاكيا في نهاية الحرب.

## التورط في جرائم الحرب
شاركت عناصر من الفرقة في الفظائع ضد السكان المدنيين خلال غزو بولندا. بالاشتراك مع عناصر من فرقة المشاة 17، شاركوا في قتل 14 مدنيًا على الأقل خلال تقدم الفرقة نحو Sieradz وŁask. 

## القادة
- Generalleutnant Alfred Waeger (أكتوبر 1933 - مارس 1938)
- Generalleutnant Konrad von Cochenhausen (مارس 1938 - سبتمبر 1940)
- Generalleutnant Friedrich-Wilhelm von Loeper (أكتوبر 1940 - أبريل 1942)
- أوبرست هانز تراوت أبريل 1942 - أبريل 1942
- Generalleutnant August Schmidt (مايو 1942 - سبتمبر 1944)
- اللواء الرائد والتر هيرولد (أكتوبر 1944 - نوفمبر 1944)
- أوبرست ألكسندر فيال (ديسمبر 1944 - يناير 1945)
- Generalmajor كارل ريتشارد Koßmann (يناير 1945 - مايو 1945)